# Charles Helo
Charles Helo est un homme politique français né le 21 septembre 1759 à Guingamp (Côtes-d'Armor) et mort le 30 octobre 1826 au même lieu.

## Biographie
Notaire à Guingamp, il est procureur de la commune puis administrateur du district et du département. Il est élu député des Côtes-du-Nord au Conseil des Cinq-Cents le 26 germinal an VII. Favorable au coup d'État du 18 Brumaire, il est nommé conseiller de préfecture à Saint-Brieuc en 1800.

## Sources
- « Charles Helo », dans Adolphe Robert et Gaston Cougny, Dictionnaire des parlementaires français, Edgar Bourloton, 1889-1891 [détail de l’édition]